# Verbascum ambracicum
Verbascum ambracicum är en flenörtsväxtart som beskrevs av Halaczy. Verbascum ambracicum ingår i släktet kungsljus, och familjen flenörtsväxter. Inga underarter finns listade i Catalogue of Life.